# Хансен, Вигго
Ви́гго Ха́нсен (фар. Viggo Hansen; род. 14 ноября 1991 года в Рунавуйке, Фарерские острова) — бывший фарерский футболист.

## Карьера
Вигго начинал свою карьеру в «НСИ» из родного Рунавуйка. Свой первый матч за дублирующий состав рунавуйчан он сыграл 19 апреля 2008 года. Это была встреча с «ТБ» в рамках первого дивизиона: игрок появился на поле на 73-й минуте, заменив Эйстайна Шипанеса. Всего в своём дебютном сезоне на взрослом уровне Вигго принял участие в 16 матчах. В 2009 году он отыграл все 27 встреч первой лиги. 26 июня 2010 года игрок забил свой первый гол в карьере, поразив ворота «Хойвуйка». Всего в сезоне-2010 он сыграл в 22 матчах, отметившись в них 2 забитыми мячами. В первой половине сезона-2011 Вигго принял участие в 13 встречах и забил 1 гол.
Летом 2011 года состоялся переход Вигго в тофтирский «Б68». Он дебютировал за свой новый клуб 14 сентября в матче премьер-лиги Фарерских островов против «Вуйчингура»: игрок вышел на замену на 74-й минуте вместо Кристиана Андреассена. Всего Вигго сыграл 4 игры за тофтирцев. Он покинул команду в конце сезона-2011 и вернулся в «НСИ II». В 2012 году он забил 1 гол в 10 матчах первого дивизиона, после чего взял 5-летнюю паузу в карьере. В 2017 году Вигго возобновил выступления в составе третьей команды «НСИ». За 2 сезона в «НСИ III» он принял участие в 16 встречах второго дивизиона и отметился 1 голом. В конце 2018 года игрок решил окончательно покинуть футбол.

## Статистика выступлений
| Выступление      | Выступление      | Выступление      | Лига | Лига | Кубки | Кубки | Еврокубки | Еврокубки | Прочие | Прочие | Итого | Итого |
| Клуб             | Лига             | Сезон            | Игры | Голы | Игры  | Голы  | Игры      | Голы      | Игры   | Голы   | Игры  | Голы  |
| ---------------- | ---------------- | ---------------- | ---- | ---- | ----- | ----- | --------- | --------- | ------ | ------ | ----- | ----- |
| НСИ Рунавик II   | Первый дивизион  | 2008             | 16   | 0    | 0     | 0     | 0         | 0         | 0      | 0      | 16    | 0     |
| НСИ Рунавик II   | Первый дивизион  | 2009             | 27   | 0    | 0     | 0     | 0         | 0         | 0      | 0      | 27    | 0     |
| НСИ Рунавик II   | Первый дивизион  | 2010             | 22   | 2    | 0     | 0     | 0         | 0         | 0      | 0      | 22    | 2     |
| НСИ Рунавик II   | Первый дивизион  | 2011             | 13   | 1    | 0     | 0     | 0         | 0         | 0      | 0      | 13    | 1     |
| НСИ Рунавик II   | Итого            | Итого            | 78   | 3    | 0     | 0     | 0         | 0         | 0      | 0      | 78    | 3     |
| Б68              | Премьер-лига     | 2011             | 4    | 0    | 0     | 0     | 0         | 0         | 0      | 0      | 4     | 0     |
| Б68              | Итого            | Итого            | 4    | 0    | 0     | 0     | 0         | 0         | 0      | 0      | 4     | 0     |
| НСИ Рунавик II   | Первый дивизион  | 2012             | 10   | 1    | 0     | 0     | 0         | 0         | 0      | 0      | 10    | 1     |
| НСИ Рунавик II   | Итого            | Итого            | 10   | 1    | 0     | 0     | 0         | 0         | 0      | 0      | 10    | 1     |
| НСИ Рунавик III  | Второй дивизион  | 2017             | 9    | 0    | 0     | 0     | 0         | 0         | 0      | 0      | 9     | 0     |
| НСИ Рунавик III  | Второй дивизион  | 2018             | 7    | 1    | 0     | 0     | 0         | 0         | 0      | 0      | 7     | 1     |
| НСИ Рунавик III  | Итого            | Итого            | 16   | 1    | 0     | 0     | 0         | 0         | 0      | 0      | 16    | 1     |
| Всего за карьеру | Всего за карьеру | Всего за карьеру | 108  | 5    | 0     | 0     | 0         | 0         | 0      | 0      | 108   | 5     |